# Ligue A de la Ligue des nations de la CONCACAF 2023-2024
Navigation
Ligue A 2022-2023 Ligue A 2024-2025
La Ligue A de la Ligue des nations de la CONCACAF 2023-2024 est la première division de la Ligue des nations 2023-2024, troisième édition d'une compétition impliquant les équipes nationales masculines des 41 fédérations membres de la CONCACAF. Elle se déroule du 7 septembre au 17 octobre 2023, suivi des quarts de finale du 13 novembre au 21 novembre 2023. La phase finale a lieu du 21 au 24 mars 2023.

## Format
Le format de la Ligue A passe de douze à seize équipes et comporte désormais des quarts de finale. Les douze équipes les moins bien classées de la Ligue A au classement CONCACAF de mars 2023 entrent dans la phase de groupes, en utilisant désormais un format de tournoi du système suisse. Les équipes sont divisées en deux groupes de six équipes, chaque équipe jouant quatre matches contre des adversaires du groupe (deux à domicile et deux à l'extérieur). Les quatre meilleures équipes se qualifient pour les quarts de finale et sont rejointes par les quatre équipes les mieux classées dans le classement CONCACAF de mars 2023. Les équipes sortant de la phase de groupes sont tirées au sort contre les équipes les mieux classées, sur un match aller-retour. Les quatre vainqueurs des quarts de finale se qualifient pour la phase finale, qui conserve son format précédent d'une demi-finale, d'un match pour la troisième place et d'une finale pour déterminer la sélection championne. De plus, cette Ligue des nations détermine les six équipes de la CONCACAF qui se qualifient comme invitées pour la Copa América 2024. Les vainqueurs des quarts de finale se qualifient directement pour le tournoi, tandis que les perdants se qualifient pour un barrage de qualification, comprenant deux matchs aller simple.

### Changements d'équipes
| Promus de Ligue B                      |
| -------------------------------------- |
| Cuba Haïti Trinité-et-Tobago Guatemala |

### Tirage au sort
Les équipes de la Ligue A sont reparties en six chapeaux de deux équipes, placées selon leur coefficient. Le tirage au sort de la phase de groupes a lieu à Miami en Floride, le 16 mai 2023
| Équipe  | Coeff | Classement |
| ------- | ----- | ---------- |
| Panama  | 1695  | 5          |
| Haïti P | 1482  | 6          |

| Équipe      | Coeff | Classement |
| ----------- | ----- | ---------- |
| Jamaïque    | 1479  | 7          |
| Guatemala P | 1405  | 8          |

| Équipe   | Coeff | Classement |
| -------- | ----- | ---------- |
| Honduras | 1403  | 9          |
| Salvador | 1330  | 10         |

| Équipe     | Coeff | Classement |
| ---------- | ----- | ---------- |
| Martinique | 1246  | 12         |
| Cuba P     | 1176  | 13         |

| Équipe   | Coeff | Classement |
| -------- | ----- | ---------- |
| Curaçao  | 1171  | 14         |
| Suriname | 1079  | 16         |

| Équipe              | Coeff | Classement |
| ------------------- | ----- | ---------- |
| Trinité-et-Tobago P | 1254  | 11         |
| Grenade             | 791   | 25         |

## Phase de groupes
Le calendrier des matchs est dévoilé le 6 juillet 2023. Les horaires et stade pour les matchs du mois de septembre sont confirmés le 10 août 2023. Les horaires et stade pour les matchs du mois d'octobre sont confirmés le 21 septembre 2023.
Les horaires indiqués sont en heure de l'Est, sauf indications contraires.
Légende des classements
- Qualification pour les quarts de finale
- Relégation en Ligue B

### Groupe A
| Rang | Équipe              | Pts | J | G | N | P | Bp | Bc | Diff |  | Résultats (▼ dom., ► ext.) |     |     |     |     |     |     |
| ---- | ------------------- | --- | - | - | - | - | -- | -- | ---- |  | -------------------------- | --- | --- | --- | --- | --- | --- |
| 1    | Panama              | 10  | 4 | 3 | 1 | 0 | 9  | 2  | +7   |  | Panama                     |     |     | 3-0 | 3-0 |     |     |
| 2    | Trinité-et-Tobago P | 9   | 4 | 3 | 0 | 1 | 10 | 9  | +1   |  | Trinité-et-Tobago P        |     |     |     | 3-2 | 1-0 |     |
| 3    | Martinique          | 7   | 4 | 2 | 1 | 1 | 2  | 3  | -1   |  | Martinique                 |     |     |     |     | 1-0 | 1-0 |
| 4    | Guatemala P         | 4   | 4 | 1 | 1 | 2 | 5  | 7  | -2   |  | Guatemala P                | 1-1 |     |     |     |     | 2-0 |
| 5    | Curaçao             | 3   | 4 | 1 | 0 | 3 | 6  | 7  | -1   |  | Curaçao                    | 1-2 | 5-3 |     |     |     |     |
| 6    | Salvador            | 1   | 4 | 0 | 1 | 3 | 2  | 6  | -4   |  | Salvador                   |     | 2-3 | 0-0 |     |     |     |

| 1re journée            | Trinité-et-Tobago | 1 - 0   | Curaçao | Stade Hasely-Crawford, Port-d'Espagne            |                                                  |
| 7 septembre 2023 18h00 | James 87e         | (0 - 0) |         | Spectateurs : 5 181 Arbitrage : Daneon Parchment | Spectateurs : 5 181 Arbitrage : Daneon Parchment |
| 7 septembre 2023 18h00 | Rapport           |         |         | Spectateurs : 5 181 Arbitrage : Daneon Parchment | Spectateurs : 5 181 Arbitrage : Daneon Parchment |

| 7 septembre 2023 | Panama                                           | 3 - 0   | Martinique | Stade de l'Université latine (es), Penonomé |                                             |
| 19h00 UTC−5      | Fajardo 9e · Moltenis 47e (csc) · Waterman 90+3e | (1 - 0) |            | Spectateurs : 3 145 Arbitrage : Marco Ortiz | Spectateurs : 3 145 Arbitrage : Marco Ortiz |
| 19h00 UTC−5      | Rapport                                          |         |            | Spectateurs : 3 145 Arbitrage : Marco Ortiz | Spectateurs : 3 145 Arbitrage : Marco Ortiz |

| 7 septembre 2023 | Guatemala             | 2 - 0   | Salvador | Stade Doroteo Guamuch Flores, Guatemala       |                                               |
| 20h00 UTC−6      | Mejía 15e · Altán 78e | (1 - 0) |          | Spectateurs : 18 313 Arbitrage : Selvin Brown | Spectateurs : 18 313 Arbitrage : Selvin Brown |
| 20h00 UTC−6      | Rapport               |         |          | Spectateurs : 18 313 Arbitrage : Selvin Brown | Spectateurs : 18 313 Arbitrage : Selvin Brown |

| 2e journée              | Martinique | 1 - 0   | Curaçao | Stade Pierre-Aliker, Fort-de-France |                                   |
| 10 septembre 2023 20h00 | Labeau 48e | (0 - 0) |         | Arbitrage : Juan Gabriel Calderón   | Arbitrage : Juan Gabriel Calderón |
| 10 septembre 2023 20h00 | Rapport    |         |         | Arbitrage : Juan Gabriel Calderón   | Arbitrage : Juan Gabriel Calderón |

| 10 septembre 2023 | Guatemala  | 1 - 1   | Panama          | Stade Doroteo Guamuch Flores, Guatemala |                           |
| 18h00 UTC−6       | Santis 71e | (0 - 1) | 7e (pen.) Davis | Arbitrage : Saíd Martínez               | Arbitrage : Saíd Martínez |
| 18h00 UTC−6       | Rapport    |         |                 | Arbitrage : Saíd Martínez               | Arbitrage : Saíd Martínez |

| 10 septembre 2023 | Salvador               | 2 - 3   | Trinité-et-Tobago                         | Stade Jorge-González, San Salvador |                             |
| 20h00 UTC−6       | Zavaleta 17e · Gil 53e | (1 - 1) | 22e Telfer · 51e (pen.) Shaw · 72e Garcia | Arbitrage : Ricardo Montero        | Arbitrage : Ricardo Montero |
| 20h00 UTC−6       | Rapport                |         |                                           | Arbitrage : Ricardo Montero        | Arbitrage : Ricardo Montero |

| 3e journée            | Curaçao     | 1 - 2   | Panama                       | Stade Ergilio-Hato, Willemstad |                           |
| 13 octobre 2023 17h00 | Janga 90+5e | (0 - 1) | 29e Bárcenas · 77e Rodríguez | Arbitrage : Ismail Elfath      | Arbitrage : Ismail Elfath |
| 13 octobre 2023 17h00 | Rapport     |         |                              | Arbitrage : Ismail Elfath      | Arbitrage : Ismail Elfath |

| 13 octobre 2023 | Martinique | 1 - 0   | Salvador | Stade Pierre-Aliker, Fort-de-France              |                                                  |
| 19h00           | Marajo 23e | (1 - 0) |          | Spectateurs : 877 Arbitrage : César Arturo Ramos | Spectateurs : 877 Arbitrage : César Arturo Ramos |
| 19h00           | Rapport    |         |          | Spectateurs : 877 Arbitrage : César Arturo Ramos | Spectateurs : 877 Arbitrage : César Arturo Ramos |

| 13 octobre 2023 | Trinité-et-Tobago                        | 3 - 2   | Guatemala              | Stade Hasely-Crawford, Port-d'Espagne |                         |
| 21h00           | Jones 36e (pen.) · Moore 54e · James 89e | (1 - 2) | 12e Rubin · 31e Santis | Arbitrage : Iván Barton               | Arbitrage : Iván Barton |
| 21h00           | Rapport                                  |         |                        | Arbitrage : Iván Barton               | Arbitrage : Iván Barton |

| 4e journée                  | Panama                                           | 3 - 0   | Guatemala | Stade Rommel-Fernández, Panama                      |                                                     |
| 17 octobre 2023 20h00 UTC−5 | Carrasquilla 14e · Davis 48e (pen.) · Ayarza 89e | (1 - 0) |           | Spectateurs : 13 536 Arbitrage : Armando Villarreal | Spectateurs : 13 536 Arbitrage : Armando Villarreal |
| 17 octobre 2023 20h00 UTC−5 | Rapport                                          |         |           | Spectateurs : 13 536 Arbitrage : Armando Villarreal | Spectateurs : 13 536 Arbitrage : Armando Villarreal |

| 17 octobre 2023 | Salvador | 0 - 0   | Martinique | Stade Jorge-González, San Salvador           |                                              |
| 19h00 UTC−6     |          | (0 - 0) |            | Spectateurs : 5 605 Arbitrage : Drew Fischer | Spectateurs : 5 605 Arbitrage : Drew Fischer |
| 19h00 UTC−6     | Rapport  |         |            | Spectateurs : 5 605 Arbitrage : Drew Fischer | Spectateurs : 5 605 Arbitrage : Drew Fischer |

| 17 octobre 2023 | Curaçao                                                              | 5 - 3   | Trinité-et-Tobago                   | Stade Ergilio-Hato, Willemstad                |                                               |
| 21h00           | Janga 7e 81e · Roemeratoe 12e · Gorré 56e (pen.) · Bacuna 78e (pen.) | (2 - 0) | 68e Moore · 74e Lee-Him · 86e Moses | Spectateurs : 1 043 Arbitrage : Saíd Martínez | Spectateurs : 1 043 Arbitrage : Saíd Martínez |
| 21h00           | Rapport                                                              |         |                                     | Spectateurs : 1 043 Arbitrage : Saíd Martínez | Spectateurs : 1 043 Arbitrage : Saíd Martínez |

### Groupe B
| Rang | Équipe   | Pts | J | G | N | P | Bp | Bc | Diff |  | Résultats (▼ dom., ► ext.) |     |     |     |     |     |     |
| ---- | -------- | --- | - | - | - | - | -- | -- | ---- |  | -------------------------- | --- | --- | --- | --- | --- | --- |
| 1    | Jamaïque | 10  | 4 | 3 | 1 | 0 | 10 | 5  | +5   |  | Jamaïque                   |     | 1-0 |     |     | 2-2 |     |
| 2    | Honduras | 7   | 4 | 2 | 1 | 1 | 8  | 1  | +7   |  | Honduras                   |     |     |     | 4-0 |     | 4-0 |
| 3    | Suriname | 5   | 4 | 1 | 2 | 1 | 6  | 3  | +3   |  | Suriname                   |     |     |     |     | 1-1 | 4-0 |
| 4    | Cuba P   | 5   | 4 | 1 | 2 | 1 | 1  | 4  | -3   |  | Cuba P                     |     | 0-0 | 1-0 |     |     |     |
| 5    | Haïti P  | 3   | 4 | 0 | 3 | 1 | 5  | 6  | -1   |  | Haïti P                    | 2-3 |     |     | 0-0 |     |     |
| 6    | Grenade  | 1   | 4 | 0 | 1 | 3 | 2  | 13 | -11  |  | Grenade                    | 1-4 |     | 1-1 |     |     |     |

| 1re journée            | Haïti   | 0 - 0   | Cuba | Stade olympique Félix-Sánchez, Saint-Domingue |                               |
| 8 septembre 2023 16h00 |         | (0 - 0) |      | Arbitrage : Randy Encarnación                 | Arbitrage : Randy Encarnación |
| 8 septembre 2023 16h00 | Rapport |         |      | Arbitrage : Randy Encarnación                 | Arbitrage : Randy Encarnación |

| 8 septembre 2023 | Grenade   | 1 - 1   | Suriname     | Stade Kirani-James, Saint-Georges               |                                                 |
| 19h00            | Lewis 85e | (0 - 0) | 87e te Vrede | Spectateurs : 2 994 Arbitrage : Kwinsi Williams | Spectateurs : 2 994 Arbitrage : Kwinsi Williams |
| 19h00            | Rapport   |         |              | Spectateurs : 2 994 Arbitrage : Kwinsi Williams | Spectateurs : 2 994 Arbitrage : Kwinsi Williams |

| 8 septembre 2023 | Jamaïque | 1 - 0   | Honduras | Independence Park, Kingston         |                                     |
| 20h00 UTC−5      | Gray 64e | (0 - 0) |          | Arbitrage : Daniel Quintero Huitrón | Arbitrage : Daniel Quintero Huitrón |
| 20h00 UTC−5      | Rapport  |         |          | Arbitrage : Daniel Quintero Huitrón | Arbitrage : Daniel Quintero Huitrón |

| 2e journée              | Cuba           | 1 - 0   | Suriname | Estadio Antonio Maceo, Santiago de Cuba           |                                                   |
| 12 septembre 2023 16h00 | Pozo-Venta 21e | (1 - 0) |          | Spectateurs : 3 500 Arbitrage : Fernando Guerrero | Spectateurs : 3 500 Arbitrage : Fernando Guerrero |
| 12 septembre 2023 16h00 | Rapport        |         |          | Spectateurs : 3 500 Arbitrage : Fernando Guerrero | Spectateurs : 3 500 Arbitrage : Fernando Guerrero |

| 12 septembre 2023 | Jamaïque                        | 2 - 2   | Haïti               | Independence Park, Kingston    |                                |
| 19h00 UTC−5       | Adé 51e (csc) · Reid 83e (pen.) | (0 - 2) | 12e 15e Don Deedson | Arbitrage : César Arturo Ramos | Arbitrage : César Arturo Ramos |
| 19h00 UTC−5       | Rapport                         |         |                     | Arbitrage : César Arturo Ramos | Arbitrage : César Arturo Ramos |

| 12 septembre 2023 | Honduras                                            | 4 - 0   | Grenade | Stade José de la Paz Herrera Uclés, Tegucigalpa |                         |
| 20h00 UTC−6       | Rodríguez 45+2e 65e · Lozano 51e · Palma 60e (pen.) | (1 - 0) |         | Arbitrage : Iván Barton                         | Arbitrage : Iván Barton |
| 20h00 UTC−6       | Rapport                                             |         |         | Arbitrage : Iván Barton                         | Arbitrage : Iván Barton |

| 3e journée                  | Suriname | 1 - 1   | Haïti       | Dr. Ir. F. Essed Stadion, Paramaribo           |                                                |
| 12 octobre 2023 18h00 UTC−3 | Haps 17e | (1 - 0) | 51e Cantave | Spectateurs : 2 553 Arbitrage : Víctor Cáceres | Spectateurs : 2 553 Arbitrage : Víctor Cáceres |
| 12 octobre 2023 18h00 UTC−3 | Rapport  |         |             | Spectateurs : 2 553 Arbitrage : Víctor Cáceres | Spectateurs : 2 553 Arbitrage : Víctor Cáceres |

| 12 octobre 2023 | Grenade        | 1 - 4   | Jamaïque                                                       | Stade Kirani-James, Saint-Georges |                              |
|                 | T.Williams 30e | (1 - 2) | 12e R.Williams · 23e Nicholson · 74e Gray · 87e Decordova-Reid | Arbitrage : Joseph Dickerson      | Arbitrage : Joseph Dickerson |
|                 | Rapport        |         |                                                                | Arbitrage : Joseph Dickerson      | Arbitrage : Joseph Dickerson |

| 12 octobre 2023 | Cuba    | 0 - 0   | Honduras | Stade olympique Félix-Sánchez, Saint-Domingue |                          |
| 21h00           |         | (0 - 0) |          | Arbitrage : Walter López                      | Arbitrage : Walter López |
| 21h00           | Rapport |         |          | Arbitrage : Walter López                      | Arbitrage : Walter López |

| 4e journée            | Haïti           | 2 - 3   | Jamaïque                              | Stade Hasely-Crawford, Port-d'Espagne |                            |
| 15 octobre 2023 20h00 | Pierrot 15e 87e | (1 - 1) | 18e Gray · 57e Nicholson · 66e Bailey | Arbitrage : Keylor Herrera            | Arbitrage : Keylor Herrera |
| 15 octobre 2023 20h00 | Rapport         |         |                                       | Arbitrage : Keylor Herrera            | Arbitrage : Keylor Herrera |

| 15 octobre 2023 | Honduras                                                     | 4 - 0   | Cuba | Stade José de la Paz Herrera Uclés, Tegucigalpa |                                                |
| 18h00 UTC−6     | Maldonado 9e · Lozano 13e · Quioto 67e (pen.) · Róchez 90+1e | (2 - 0) |      | Spectateurs : 10 899 Arbitrage : Mario Escobar  | Spectateurs : 10 899 Arbitrage : Mario Escobar |
| 18h00 UTC−6     | Rapport                                                      |         |      | Spectateurs : 10 899 Arbitrage : Mario Escobar  | Spectateurs : 10 899 Arbitrage : Mario Escobar |

| 15 octobre 2023 | Suriname                                                        | 4 - 0   | Grenade | Dr. Ir. F. Essed Stadion, Paramaribo              |                                                   |
| 21h00 UTC−3     | van der Kust 12e · Vlijter 27e · Abena 35e · Bedeau 45+3e (csc) | (4 - 0) |         | Spectateurs : 1 285 Arbitrage : Christopher Mason | Spectateurs : 1 285 Arbitrage : Christopher Mason |
| 21h00 UTC−3     | Rapport                                                         |         |         | Spectateurs : 1 285 Arbitrage : Christopher Mason | Spectateurs : 1 285 Arbitrage : Christopher Mason |

## Quarts de finale
Les quarts de finale seront déterminés en fonction du classement des équipes. Les vainqueurs du groupe et les deuxièmes du groupe seront classés en fonction de leurs résultats lors de la phase de groupes, tandis que les têtes de série seront classées en fonction du classement CONCACAF d'octobre 2023. Les matchs aller et retour auront lieu en novembre 2023. Les vainqueurs seront qualifiés pour le Final 4 de la Ligue des Nations ainsi que pour la Copa América 2024. Les perdants joueront des barrages pour la qualification en Copa América.  Les horaires et stade pour les matchs sont confirmés le 31 octobre 2023.
| # | Nations    | Pts   |
| - | ---------- | ----- |
| 1 | Mexique    | 1 967 |
| 2 | États-Unis | 1 909 |
| 3 | Canada     | 1 729 |
| 4 | Costa Rica | 1 676 |

| Rang | Équipe            | Pts | J | G | N | P | Bp | Bc | Diff |
| ---- | ----------------- | --- | - | - | - | - | -- | -- | ---- |
| 1    | Panama            | 10  | 4 | 3 | 1 | 0 | 9  | 2  | +7   |
| 2    | Jamaïque          | 10  | 4 | 3 | 1 | 0 | 10 | 5  | +5   |
|      |                   |     |   |   |   |   |    |    |      |
| 3    | Trinité-et-Tobago | 9   | 4 | 3 | 0 | 1 | 10 | 9  | +1   |
| 4    | Honduras          | 7   | 4 | 2 | 1 | 1 | 8  | 1  | +7   |

Les confrontations sont les suivantes :
- Quarts de finale 1 (QF1) : équipe classée quatrième contre le meilleur vainqueur de groupe
- Quarts de finale 2 (QF2) : équipe classée troisième contre le deuxième vainqueur de groupe
- Quarts de finale 3 (QF3) : Équipe classée deuxième contre le meilleur deuxième de groupe
- Quarts de finale 4 (QF4) : Équipe classée première contre le moins bon deuxième de groupe.

| Équipe     | Aller | Total           | Retour   | Équipe            |
| ---------- | ----- | --------------- | -------- | ----------------- |
| Costa Rica | 0 - 3 | 1 - 6           | 1 - 3    | Panama            |
| Jamaïque   | 1 - 2 | 4 E - 4         | 3 - 2    | Canada            |
| États-Unis | 3 - 0 | 4 - 2           | 1 - 2    | Trinité-et-Tobago |
| Honduras   | 2 - 0 | 2 - 2 2 - 4 tab | 0 - 2 ap | Mexique           |

### Match
| 16 novembre 2023 | Costa Rica | 0 - 3   | Panama                                  | Stade Ricardo Saprissa Aymá, San José          |                                                |
| 21h00 UTC−6      |            | (0 - 2) | 4e Murillo · 29e Fajardo · 60e Waterman | Spectateurs : 17 787 Arbitrage : Mario Escobar | Spectateurs : 17 787 Arbitrage : Mario Escobar |
| 21h00 UTC−6      | Rapport    |         |                                         | Spectateurs : 17 787 Arbitrage : Mario Escobar | Spectateurs : 17 787 Arbitrage : Mario Escobar |

| 20 novembre 2023 | Panama                                            | 3 - 1   | Costa Rica | Stade Rommel-Fernández, Panama                 |                                                |
| 21h00            | Fajardo 21e · Rodríguez 24e · Bárcenas 43e (pen.) | (3 - 0) | 51e Calvo  | Spectateurs : 15 288 Arbitrage : Said Martínez | Spectateurs : 15 288 Arbitrage : Said Martínez |
| 21h00            | Rapport                                           |         |            | Spectateurs : 15 288 Arbitrage : Said Martínez | Spectateurs : 15 288 Arbitrage : Said Martínez |

Le Panama l'emporte au cumulé 6-1 et se qualifie pour le Final 4 ainsi que pour la Copa America 2024. Le Costa Rica joue les barrages pour la Copa America.
| 16 novembre 2023 | États-Unis                          | 3 - 0   | Trinité-et-Tobago | Q2 Stadium, Austin                             |                                                |
| 20h00 UTC−6      | Pepi 82e · Robinson 86e · Reyna 89e | (0 - 0) |                   | Spectateurs : 19 850 Arbitrage : Oshane Nation | Spectateurs : 19 850 Arbitrage : Oshane Nation |
| 20h00 UTC−6      | Rapport                             |         |                   | Spectateurs : 19 850 Arbitrage : Oshane Nation | Spectateurs : 19 850 Arbitrage : Oshane Nation |

| 20 novembre 2023 | Trinité-et-Tobago     | 2 - 1   | États-Unis   | Stade Hasely-Crawford, Port-d'Espagne        |                                              |
| 20h00 UTC−4      | Moore 43e · Jones 57e | (1 - 1) | 25e Robinson | Spectateurs : 9 438 Arbitrage : Walter López | Spectateurs : 9 438 Arbitrage : Walter López |
| 20h00 UTC−4      | Rapport               |         |              | Spectateurs : 9 438 Arbitrage : Walter López | Spectateurs : 9 438 Arbitrage : Walter López |

Les États-Unis l'emportent au cumulé 4-2 et se qualifient pour le Final 4 ainsi que pour la Copa America 2024. Trinité-et-Tobago joue les barrages pour la Copa America.
| 18 novembre 2023 | Jamaïque      | 1 - 2   | Canada                      | Independence Park, Kingston |                        |
| 10h30            | Nicholson 56e | (0 - 1) | 45−1e David · 86e Eustáquio | Arbitrage : Tori Penso      | Arbitrage : Tori Penso |
| 10h30            | Rapport       |         |                             | Arbitrage : Tori Penso      | Arbitrage : Tori Penso |

| 21 novembre 2023 | Canada                | 2 - 3   | Jamaïque                            | BMO Field, Toronto                                  |                                                     |
| 19h30            | Davies 25e · Koné 69e | (1 - 0) | 63e 66e Nicholson · 78e (pen.) Reid | Spectateurs : 17 588 Arbitrage : César Arturo Ramos | Spectateurs : 17 588 Arbitrage : César Arturo Ramos |
| 19h30            | Rapport               |         |                                     | Spectateurs : 17 588 Arbitrage : César Arturo Ramos | Spectateurs : 17 588 Arbitrage : César Arturo Ramos |

4-4 au cumulé, la Jamaïque grâce aux buts a l'extérieur se qualifie pour le Final 4 ainsi que pour la Copa America 2024. Le Canada joue les barrages pour la Copa America.
| 17 novembre 2023 | Honduras                | 2 - 0   | Mexique | Stade José de la Paz Herrera Uclés, Tegucigalpa        |                                                        |
| 20h00 UTC−6      | Lozano 30e · Róchez 72e | (1 - 0) |         | Spectateurs : 22 444 Arbitrage : Juan Gabriel Calderón | Spectateurs : 22 444 Arbitrage : Juan Gabriel Calderón |
| 20h00 UTC−6      | Rapport                 |         |         | Spectateurs : 22 444 Arbitrage : Juan Gabriel Calderón | Spectateurs : 22 444 Arbitrage : Juan Gabriel Calderón |

| 21 novembre 2023 | Mexique                             | 2 - 0 ap              | Honduras                       | Stade Azteca, Mexico                         |                                              |
| 20h30 UTC−6      | Chávez 43e · Álvarez 90+11e         | (1 - 0, 2 - 0, 2 - 0) |                                | Spectateurs : 70 078 Arbitrage : Iván Barton | Spectateurs : 70 078 Arbitrage : Iván Barton |
| 20h30 UTC−6      | Rapport                             |                       |                                | Spectateurs : 70 078 Arbitrage : Iván Barton | Spectateurs : 70 078 Arbitrage : Iván Barton |
| 20h30 UTC−6      | Giménez · Vásquez · Pineda · Huerta | Tirs au but           | Róchez · Acosta · Elis · Najar | Spectateurs : 70 078 Arbitrage : Iván Barton | Spectateurs : 70 078 Arbitrage : Iván Barton |

2-2 au cumulé, le Mexique aux tirs au but se qualifie pour le Final 4 ainsi que pour la Copa America 2024. Le Honduras joue les barrages pour la Copa America.

## Tableau final
|  | Demi-finales             | Demi-finales             | Demi-finales             | Demi-finales             |                               |         | Finale                   | Finale                   | Finale                   | Finale                   |
|  |                          |                          |                          |                          |                               |         |                          |                          |                          |                          |
|  | 21 mars 2024 - Arlington | 21 mars 2024 - Arlington | 21 mars 2024 - Arlington | 21 mars 2024 - Arlington |                               |         | 24 mars 2024 - Arlington | 24 mars 2024 - Arlington | 24 mars 2024 - Arlington | 24 mars 2024 - Arlington |
|  | Panama                   | Panama                   | 0                        | 0                        |                               |         | 24 mars 2024 - Arlington | 24 mars 2024 - Arlington | 24 mars 2024 - Arlington | 24 mars 2024 - Arlington |
|  | Panama                   | Panama                   | 0                        | 0                        |                               |         | 24 mars 2024 - Arlington | 24 mars 2024 - Arlington | 24 mars 2024 - Arlington | 24 mars 2024 - Arlington |
|  | Mexique                  | Mexique                  | 3                        | 3                        |                               |         | 24 mars 2024 - Arlington | 24 mars 2024 - Arlington | 24 mars 2024 - Arlington | 24 mars 2024 - Arlington |
|  | Mexique                  | Mexique                  | 3                        | 3                        | Mexique                       | Mexique | 0                        | 0                        |                          |                          |
|  | 21 mars 2024 - Arlington |                          |                          |                          | Mexique                       | Mexique | 0                        | 0                        |                          |                          |
|  |                          |                          | États-Unis               | États-Unis               | 2                             | 2       |                          |                          |                          |                          |
|  | États-Unis               | États-Unis               | États-Unis               | États-Unis               | 2                             | 2       | 3 ap                     | 3 ap                     |                          |                          |
|  | États-Unis               | États-Unis               |                          |                          |                               |         |                          | 3 ap                     |                          |                          |
|  | Jamaïque                 | Jamaïque                 | 1                        | 1                        |                               |         |                          |                          |                          |                          |
|  | Jamaïque                 | Jamaïque                 | 1                        | 1                        | Match pour la troisième place |         |                          |                          |                          |                          |
|  |                          |                          |                          |                          |                               |         |                          |                          |                          |                          |
|  | 24 mars 2024 - Arlington |                          |                          |                          |                               |         |                          |                          |                          |                          |
|  | Panama                   | Panama                   | 0                        | 0                        |                               |         |                          |                          |                          |                          |
|  | Panama                   | Panama                   | 0                        | 0                        |                               |         |                          |                          |                          |                          |
|  | Jamaïque                 | Jamaïque                 | 1                        | 1                        |                               |         |                          |                          |                          |                          |
|  | Jamaïque                 | Jamaïque                 | 1                        | 1                        |                               |         |                          |                          |                          |                          |

### Demi-finales
| 21 mars 2024 | États-Unis                          | 3 - 1 ap                | Jamaïque  | AT&T Stadium, Arlington                       |                                               |
| 19h00        | Burke 90+6e (csc) · Wright 96e 109e | (0 - 1, – 2 - 0, 2 - 0) | 1re Leigh | Spectateurs : 40 926 Arbitrage : Selvin Brown | Spectateurs : 40 926 Arbitrage : Selvin Brown |
| 19h00        | Rapport                             |                         |           | Spectateurs : 40 926 Arbitrage : Selvin Brown | Spectateurs : 40 926 Arbitrage : Selvin Brown |

| 21 mars 2024 | Panama  | 0 - 3   | Mexique                                 | AT&T Stadium, Arlington                       |                                               |
| 22h15        |         | (0 - 2) | 40e Álvarez · 43e Quiñones · 67e Pineda | Spectateurs : 40 926 Arbitrage : Walter López | Spectateurs : 40 926 Arbitrage : Walter López |
| 22h15        | Rapport |         |                                         | Spectateurs : 40 926 Arbitrage : Walter López | Spectateurs : 40 926 Arbitrage : Walter López |

### Match pour la troisième place
| 24 mars 2024 | Jamaïque | 0 - 1   | Panama        | AT&T Stadium, Arlington |                        |
| 18h00 UTC-4  |          | (0 - 1) | 42e Lembikisa | Arbitrage : Tori Penso  | Arbitrage : Tori Penso |
| 18h00 UTC-4  | Rapport  |         |               | Arbitrage : Tori Penso  | Arbitrage : Tori Penso |

### Finale
| 24 mars 2024 | Mexique | 0 - 2   | États-Unis            | AT&T Stadium, Arlington  |                          |
| 21h15 UTC-4  |         | (0 - 1) | 45e Adams · 63e Reyna | Arbitrage : Drew Fischer | Arbitrage : Drew Fischer |
| 21h15 UTC-4  | Rapport |         |                       | Arbitrage : Drew Fischer | Arbitrage : Drew Fischer |

## Classement général
| Rang                                 | Nation            | Parcours                        |
| ------------------------------------ | ----------------- | ------------------------------- |
| Médaille d'or, Amérique du Nord      | États-Unis        | Vainqueur                       |
| Médaille d'argent, Amérique du Nord  | Mexique           | Finaliste                       |
| Médaille de bronze, Amérique du Nord | Jamaïque          | Troisième                       |
| 4e                                   | Panama            | Quatrième                       |
|                                      |                   |                                 |
| 5e                                   | Canada            | Quarts de finale                |
| 6e                                   | Honduras          | Quarts de finale                |
| 7e                                   | Trinité-et-Tobago | Quarts de finale                |
| 8e                                   | Costa Rica        | Quarts de finale                |
|                                      |                   |                                 |
| 9e                                   | Martinique        | Meilleur troisième de groupe    |
| 10e                                  | Suriname          | 2e meilleur troisième de groupe |
|                                      |                   |                                 |
| 11e                                  | Cuba              | Meilleur quatrième de groupe    |
| 12e                                  | Guatemala         | 2e meilleur quatrième de groupe |
|                                      |                   |                                 |
| 13e                                  | Curaçao           | Meilleur cinquième de groupe    |
| 14e                                  | Haïti             | 2e meilleur cinquième de groupe |
|                                      |                   |                                 |
| 15e                                  | Salvador          | Meilleur sixième de groupe      |
| 16e                                  | Grenade           | 2e meilleur sixième de groupe   |